# Liste de films français sortis dans les années 1960
Voici la liste des films du cinéma français des années 1960. Ces films appartiennent à l'Histoire du cinéma français

## 1960
- L'Affaire d'une nuit de Henri Verneuil
- À bout de souffle de Jean-Luc Godard
- Austerlitz d'Abel Gance
- Le Bois des amants de Claude Autant-Lara
- Les Bonnes Femmes de Claude Chabrol
- Le Capitan de André Hunebelle
- Classe tous risques de Claude Sautet
- Crésus de Jean Giono
- Quelle joie de vivre  de René Clément
- La Main chaude de Gérard Oury
- Les Nymphettes de Maurice Delbez
- Le Petit Soldat de Jean-Luc Godard
- Plein Soleil de René Clément
- Les Régates de San Francisco de Claude Autant-Lara
- Terrain vague de Marcel Carné
- Le Testament d'Orphée de Jean Cocteau
- Tirez sur le pianiste de François Truffaut
- Un Couple de Jean-Pierre Mocky
- La Vérité de Henri-Georges Clouzot
- Zazie dans le métro de Louis Malle

## 1961
- L'Année dernière à Marienbad d'Alain Resnais
- Arrêtez les tambours de Georges Lautner
- Callaghan remet ça de Willy Rozier
- Le Capitaine Fracasse de Pierre Gaspard-Huit
- Ce soir ou jamais de Michel Deville
- Le Comte de Monte-Cristo de Claude Autant-Lara
- Deuxième Bureau contre terroristes de Jean Stelli
- Dans l'eau... qui fait des bulles ! de Maurice Delbez
- En plein cirage de Georges Lautner
- Les Godelureaux de Claude Chabrol
- Jules et Jim de François Truffaut
- Léon Morin, prêtre de Jean-Pierre Melville
- Les lions sont lâchés de Henri Verneuil
- Lola de Jacques Demy
- La Menace de Gérard Oury
- Le Monocle noir de Georges Lautner
- Le Président de Henri Verneuil
- La Princesse de Clèves de Jean Delannoy
- Le Tracassin de Alex Joffé
- Une femme est une femme de Jean-Luc Godard
- Vive Henri IV, vive l'amour de Claude Autant-Lara
- Le cave se rebiffe, de Gilles Grangier

## 1962
- Adieu Philippine de Jacques Rozier
- Adorable Menteuse de Michel Deville
- Le bonheur est pour demain de Henri Fabiani
- Le Couteau dans l'eau de Roman Polanski
- Le crime ne paie pas de Gérard Oury
- Les Démons de minuit de Marc Allégret et Charles Gérard
- Le Doulos de Jean-Pierre Melville
- Du mouron pour les petits oiseaux de Marcel Carné
- La Fayette de Jean Dréville
- La Guerre des boutons  de Yves Robert
- Les Mystères de Paris de André Hunebelle
- L'Œil du Malin de Claude Chabrol
- L'Œil du Monocle de Georges Lautner
- L'Oiseau de paradis de Marcel Camus
- Le Septième Juré de Georges Lautner
- Les Parisiennes de Marc Allégret, Claude Barma, Michel Boisrond et Jacques Poitrenaud
- Procès de Jeanne d'Arc de Robert Bresson
- Les Sept Péchés capitaux de  Sylvain Dhomme et Max Douy (1), Édouard Molinaro (2), Jean-Luc Godard (3), Jacques Demy (4), Roger Vadim (5), Philippe de Broca (6), Claude Chabrol (7)
- Le Signe du Lion de Éric Rohmer
- Snobs ! de Jean-Pierre Mocky
- Un singe en hiver de Henri Verneuil
- Vie privée de Louis Malle
- Vivre sa vie de Jean-Luc Godard

## 1963
- L'Abominable Homme des douanes de Marc Allégret
- À cause, à cause d'une femme de Michel Deville
- L'Aîné des Ferchaux de Jean-Pierre Melville
- L'Appartement des filles de Michel Deville
- La Baie des Anges de Jacques Demy
- Les Carabiniers  de Jean-Luc Godard
- Carambolages de Marcel Bluwal
- En compagnie de Max Linder de Maud Linder
- Le Feu follet de Louis Malle
- Le Guépard de Luchino Visconti
- Hitler, connais pas de Bertrand Blier
- Le Jour et l'Heure  de René Clément
- Landru de Claude Chabrol
- Le Magot de Josefa de Claude Autant-Lara
- Mélodie en sous-sol de Henri Verneuil
- Le Mépris de Jean-Luc Godard
- Le Meurtrier de Claude Autant-Lara
- Muriel, ou le Temps d'un retour  d'Alain Resnais
- Ophélia de Claude Chabrol
- Le Petit Soldat de Jean-Luc Godard
- Les Tontons flingueurs  de Georges Lautner
- Tu ne tueras point de Claude Autant-Lara
- Les Vierges de Jean-Pierre Mocky
- Un drôle de paroissien de Jean-Pierre Mocky

## 1964
- L'Année du bac de Maurice Delbez et José-André Lacour
- Bande à part de Jean-Luc Godard
- Les Barbouzes de Georges Lautner avec Lino Ventura, Francis Blanche
- Le Bonheur de Agnès Varda
- L'Homme de Rio de Philippe de Broca avec Jean-Paul Belmondo et Françoise Dorléac
- La Chance et l'Amour de Claude Berri
- Cent mille dollars au soleil de Henri Verneuil
- Des pissenlits par la racine de Georges Lautner avec Louis de Funès
- La Cité de l'indicible peur de Jean-Pierre Mocky
- Le Désert rouge de Michelangelo Antonioni
- L'Enfer de Henri-Georges Clouzot
- Faites sauter la banque de Jean Girault avec Louis de Funès et Jean-Pierre Marielle
- Fantômas de André Hunebelle avec Jean Marais, Louis de Funès, Mylène Demongeot
- Les Félins  de René Clément
- Le Fils de Tarass Boulba de Henry Zaphiratos
- Le Gendarme de Saint-Tropez de Jean Girault avec Louis de Funès, Geneviève Grad, Michel Galabru
- L'Insoumis de Alain Cavalier
- Le Journal d'une femme de chambre de Luis Buñuel
- Lucky Jo de Michel Deville
- Le Monocle rit jaune de Georges Lautner
- Les Parapluies de Cherbourg de Jacques Demy avec Catherine Deneuve, Nino Castelnuovo, Anne Vernon
- Paris champagne de Pierre Armand
- La Peau douce de François Truffaut avec Françoise Dorléac, Jean Desailly, Nelly Benedetti
- Les Pieds nickelés de Jean-Claude Chambon
- Les Plus Belles Escroqueries du monde de Hiromichi Horikawa, Roman Polanski, Ugo Gregoretti, Claude Chabrol et Jean-Luc Godard
- Relaxe-toi chérie de Jean Boyer
- Le Tigre aime la chair fraîche de Claude Chabrol
- Un monsieur de compagnie de Philippe de Broca avec Jean-Pierre Cassel, Jean-Claude Brialy, Catherine Deneuve
- Une femme mariée  de Jean-Luc Godard avec Macha Méril
- Week-end à Zuydcoote de Henri Verneuil

## 1965
- La 317e Section de Pierre Schœndœrffer; avec: Jacques Perrin, Bruno Cremer
- Le Gendarme à New-York un film de Jean Girault avec Louis de Funès
- Alphaville, une étrange aventure de Lemmy Caution de Jean-Luc Godard; avec: Eddie Constantine, Anna Karina
- L'Arme à gauche de Claude Sautet; avec: Lino Ventura, Sylva Koscina
- Les Bons Vivants de Gilles Grangier et Georges Lautner; avec: Bernard Blier, Louis de Funès
- Le Corniaud de Gérard Oury; avec: Bourvil, Louis de Funès
- Fantômas se déchaîne de André Hunebelle avec Jean Marais, Louis de Funès et Mylène Demongeot
- Humour noir de José María Forqué, Giancarlo Zagni, Claude Autant-Lara; avec: Jean Richard, Alida Valli
- Journal d'une femme en blanc de Claude Autant-Lara; avec: Marie-José Nat, Claude Gensac
- Marie-Chantal contre docteur Kha de Claude Chabrol; avec: Marie Laforêt, Stéphane Audran
- Paris vu par… de Jean Douchet, Jean Rouch, Jean-Daniel Pollet, Éric Rohmer, Jean-Luc Godard et Claude Chabrol; avec: Joanna Shimkus, Stéphane Audran
- Pierrot le Fou de Jean-Luc Godard; avec: Jean-Paul Belmondo, Anna Karina
- Répulsion de Roman Polanski; avec: Catherine Deneuve, Yvonne Furneaux
- Le Tigre se parfume à la dynamite de Claude Chabrol; avec: Roger Hanin, Michel Bouquet
- Les Tribulations d'un Chinois en Chine de Philippe de Broca; avec: Jean-Paul Belmondo, Jean Rochefort
- Trois Chambres à Manhattan de Marcel Carné; avec: Annie Girardot, Maurice Ronet
- Viva Maria !  de Louis Malle; avec: Jeanne Moreau, Brigitte Bardot

## 1966
- Le Roi de cœur de Philippe de Broca
- Au hasard Balthazar de Robert Bresson; avec: Anne Wiazemsky, François Lafarge
- La Bourse et la Vie de Jean-Pierre Mocky; avec: Fernandel, Heinz Rühmann
- Les Combinards de Juan Estelrich, Riccardo Pazzaglia et Jean-Claude Roy; avec: Darry Cowl, Michel Serrault
- Le Deuxième Souffle de Jean-Pierre Melville; avec: Lino Ventura, Christine Fabréga
- Galia de Georges Lautner; avec: Mireille Darc, Venantino Venantini
- La Grande Vadrouille de Gérard Oury; avec: Bourvil, Louis de Funès
- Le Grand Restaurant de Jaques Besnard
- La guerre est finie de Alain Resnais; avec: Yves Montand, Ingrid Thulin
- La Ligne de démarcation de Claude Chabrol; avec: Jean Seberg, Maurice Ronet
- Les malabars sont au parfum de Guy Lefranc; avec: Roger Pierre, Jean-Marc Thibault
- Masculin féminin de Jean-Luc Godard; avec: Jean-Pierre Léaud, Chantal Goya
- Made in USA de Jean-Luc Godard; avec: Anna Karina, Jean-Pierre Léaud
- Martin soldat de Michel Deville ; avec: Robert Hirsch, Véronique Vendell
- Ne nous fâchons pas de Georges Lautner; avec: Lino Ventura, Michel Constantin
- Nouveau journal d'une femme en blanc de Claude Autant-Lara; avec: Michel Ruhl, Danielle Volle
- On a volé la Joconde de Michel Deville; avec: Marina Vlady, George Chakiris
- Paris brûle-t-il ?  de René Clément; avec: Jean-Paul Belmondo, Marie Versini
- Un homme et une femme de Claude Lelouch; avec Jean-Louis Trintignant, Anouk Aimée
- La Vie de château de Jean-Paul Rappeneau; avec: Catherine Deneuve, Philippe Noiret
- Le Voyage du père de Denys de La Patellière; avec: Fernandel, Lilli Palmer

## 1967
- Le Bal des vampires de Roman Polanski; avec: Roman Polanski, Sharon Tate
- La Bataille de San Sebastian de Henri Verneuil; avec: Anthony Quinn, Anjanette Comer
- Belle de jour de Luis Buñuel; avec: Catherine Deneuve, Jean Sorel
- La Chinoise de Jean-Luc Godard; avec: Anne Wiazemsky, Jean-Pierre Léaud
- Les Compagnons de la marguerite de Jean-Pierre Mocky; avec: Claude Rich, Francis Blanche
- Les Demoiselles de Rochefort de Jacques Demy; avec Catherine Deneuve, Françoise Dorléac
- Deux ou trois choses que je sais d'elle de Jean-Luc Godard; avec: Marina Vlady, Anny Duperey
- Fantômas contre Scotland Yard de André Hunebelle; avec: Jean Marais, Mylène Demongeot, Louis de Funès et Jacques Dynam
- La Grande Sauterelle de Georges Lautner; avec: Mireille Darc, Hardy Krüger
- Les Grandes Vacances de Jean Girault; avec: Louis de Funès, Claude Gensac
- J'ai tué Raspoutine de Robert Hossein; avec: Peter McEnery, Gert Fröbe
- La mariée était en noir de François Truffaut; avec: Jeanne Moreau, Charles Denner
- Mouchette de Robert Bresson; avec: Nadine Nortier, Jean-Claude Guilbert
- Playtime de Jacques Tati; avec: Jacques Tati, Barbara Dennek
- Le Plus Vieux Métier du monde de Claude Autant-Lara, Philippe de Broca, Jean-Luc Godard, Mauro Bolognini, Franco Indovina et Michael Pfleghar
- La Route de Corinthe de Claude Chabrol; avec: Jean Seberg, Maurice Ronet
- Le Samouraï de Jean-Pierre Melville; avec: Alain Delon, François Périer
- Le Scandale de Claude Chabrol; avec: Maurice Ronet, Anthony Perkins
- Si j'étais un espion de Bertrand Blier; avec: Bernard Blier, Bruno Cremer
- Tendres requins de Michel Deville; avec: Anna Karina, Gérard Barray
- Le Vieil Homme et l'Enfant de Claude Berri; avec: Michel Simon, Alain Cohen
- La Vingt-cinquième Heure de Henri Verneuil; avec: Anthony Quinn, Virna Lisi
- Le Voleur de Louis Malle; avec: Jean-Paul Belmondo, Geneviève Bujold
- Week-end de Jean-Luc Godard; avec: Jean Yanne, Mireille Darc

## 1968
- Baisers volés de François Truffaut; avec: Jean-Pierre Léaud, Claude Jade
- Les Biches de Claude Chabrol; avec: Stéphane Audran, Jacqueline Sassard
- Benjamin ou les Mémoires d'un puceau de Michel Deville; avec: Pierre Clémenti, Catherine Deneuve
- Le Diable par la queue de Philippe de Broca; avec: Yves Montand, Marthe Keller
- Le Gai Savoir de Jean-Luc Godard; avec: Juliet Berto, Jean-Pierre Léaud
- Le gendarme se marie de Jean Girault; avec: Louis de Funès, Claude Gensac,Michel Galabru
- La Grande Lessive (!) de Jean-Pierre Mocky; avec: Bourvil, Francis Blanche
- Histoires extraordinaires de Roger Vadim, Louis Malle et Federico Fellini
- Les Idoles de Marc'O; avec: Bulle Ogier, Pierre Clémenti
- Je t'aime, je t'aime de Alain Resnais; avec: Claude Rich, Olga Georges-Picot
- Les Jeunes Loups de Marcel Carné; avec: Haydée Politoff, Yves Beneyton
- One + One ou Sympathy for the Devil de Jean-Luc Godard; avec: Rolling Stones, Anne Wiazemsky
- Le Pacha de Georges Lautner; avec: Jean Gabin, Dany Carrel
- La Prisonnière de Henri-Georges Clouzot; avec: Laurent Terzieff, Elisabeth Wiener
- Sous le signe de Monte-Cristo d'André Hunebelle; avec: Paul Barge, Claude Jade
- Le Socrate de Robert Lapoujade; avec J. Chauffard, Martine Brochard, P. Luzan

## 1969
- L'Arbre de Noël de Terence Young; avec Bourvil, William Holden
- L'Armée des ombres de Jean-Pierre Melville; avec: Lino Ventura, Simone Signoret
- Le Bourgeois gentil mec de Raoul André; avec: Jean Lefebvre, Francis Blanche
- Bye bye, Barbara de Michel Deville; avec: Ewa Swann, Philippe Avron
- Le Cerveau de Gérard Oury; avec: Jean-Paul Belmondo, Bourvil
- Le Clan des Siciliens de Henri Verneuil; avec: Jean Gabin, Alain Delon
- L'Enfant sauvage de François Truffaut; avec: François Truffaut, Jean-Pierre Cargol
- La Femme infidèle de Claude Chabrol; avec: Stéphane Audran, Michel Bouquet
- Mazel Tov ou le Mariage de Claude Berri; avec: Claude Berri, Élisabeth Wiener
- Model Shop de Jacques Demy; avec: Anouk Aimée, Gary Lockwood
- Mon oncle Benjamin de Édouard Molinaro; avec: Jacques Brel, Claude Jade
- Le Passager de la pluie  de René Clément; avec: Marlène Jobert, Charles Bronson
- Que la bête meure de Claude Chabrol; avec: Michel Duchaussoy, Jean Yanne
- La Route de Salina de Georges Lautner; avec: Mimsy Farmer, Robert Walker Jr.
- La Sirène du Mississippi de François Truffaut; avec: Jean-Paul Belmondo, Catherine Deneuve
- Solo de Jean-Pierre Mocky; avec: Jean-Pierre Mocky, Anne Deleuze
- Le témoin d'Anne Walter; avec: Claude Jade, Gérard Barray
- Une femme douce de Robert Bresson; avec: Dominique Sanda, Guy Frangin
- Le Vent d'est de Jean-Luc Godard et Jean-Pierre Gorin; avec: Gian Maria Volontè, Anne Wiazemsky
- La Voie lactée de Luis Buñuel; avec: Laurent Terzieff, Paul Frankeur
- La Piscine de Jacques Deray; avec: Alain Delon, Romy Schneider